# Дювал (окръг, Тексас)
Вижте пояснителната страница за други значения на Дювал.
Окръг Дювал (на английски: Duval County) е окръг в щата Тексас, Съединени американски щати. Площта му е 4652 km², а населението - 13 120 души (2000). Административен център е град Сан Диего.